# Yves Congar
Yves Marie-Joseph Congar (Sedán, Francia, 13 de abril de 1904 - París, 22 de junio de 1995) fue un fraile dominico y teólogo católico francés. Inicialmente cuestionado por la Santa Sede fue uno de los artífices intelectuales del Concilio Vaticano II. Fue creado cardenal en 1994 por Juan Pablo II.

## Trayectoria
Nacido en Sedan el 13 de abril de 1904, fue discípulo del filósofo del personalismo Jacques Maritain. Entró en la Orden Dominica en 1925. En la Segunda Guerra Mundial fue hecho prisionero durante cinco años en un campo de concentración nazi. Sus ideas contrarias al nacionalsocialismo le hicieron acreedor de una especial dureza de trato.
Profesor en Le Saulchoir, su libro Verdadera y falsa reforma en la Iglesia fue objeto de duras censuras. Su apoyo a los curas obreros y su solidaridad con la causa de la justicia social no hizo más que complicar su situación. Durante 10 años es apartado de la enseñanza, sancionado, marginado de toda actividad pública y tiene que exiliarse en Jerusalén. Fue un pionero del ecumenismo, sobre todo con su obra "Cristianos desunidos".
Sorpresivamente, Juan XXIII le encomendará trabajar en los documentos más importantes del Concilio Vaticano II, junto a otros teólogos en aquel momento considerados avanzados como Joseph Ratzinger o Henri de Lubac, y otros siempre heterodoxos como Karl Rahner, Edward Schillebeeckx o Hans Küng.
Fundó la colección Unam sanctam.
Víctima de una enfermedad neuronal, acabó sus días impedido físicamente, pero intelectualmente activo. Juan Pablo II lo elevó al cardenalato en 1994. Fue sepultado en el Cementerio de Montparnasse.

## Pensamiento

### Iglesia
Enfatiza que la Iglesia es santa, no en sí misma. Su santidad no es una cualidad propia de cada uno de sus miembros, sino que deriva de ser, en medio del pecado, ámbito de la presencia de Dios que se acerca a la miseria humana presente en la comunidad eclesial. En la Iglesia se participa de la vida divina de modo gratuito (gracia) y no por mérito por parte de la jerarquía o de los fieles que gozan de ella.
En lo que atañe a la catolicidad, esta ha de consistir en la capacidad de la Iglesia de asimilar y desarrollar los valores auténticamente humanos y la diversidad cultural de la humanidad.
Busca hacer hincapié en el papel de los laicos. Estos tienen una vocación de compromiso con las causas justas de la humanidad. La salvación cristiana asume y engloba la liberación social, política, económica, cultural y personal, dándole profundidad y plenitud en la trascendencia. El compromiso se hace desde la vivencia de la fe que conduce a un imperativo nítidamente cristiano orientador y radical, pero esta orientación permite que las opciones del creyente sean opinables y falibles y, por lo tanto, ha de respetarse el pluralismo.
A Congar le preocupa el papel de la jerarquía en la Iglesia y no escatima críticas sinceras. Los obispos, para él, están encorvados absolutamente en la pasividad y el servilismo a Roma. Defiende, frente a ello, un concepto de obediencia que nada tiene que ver con el simplismo insincero autoridad-súbdito.
Falleció el 22 de junio de 1995.

## Obras
- Verdaderas y falsas reformas de la Iglesia.
- Jalones para una teología del laicado.
- Principios para un ecumenismo católico.
- Situaciones y tareas pendientes de la teología.
- La Iglesia desde San Agustín hasta la época moderna.
- Diario de un teólogo (1946-1956). Trotta. Madrid, 2004

Yves M. J. Congar, El Espiritu Santo - Tratado sobre el Espíritu Santo (importante)